# Зиньо (футболист, 2003)
Луис Энрике Хоффманн (порт. Luis Henrique Hoffmann, более известный, как Зиньо (порт. Zinho) род. 9 мая 2003, Лажеаду, Риу-Гранди-ду-Сул) — бразильский футболист, полузащитник клуба «Портимоненсе».

## Клубная карьера
Зиньо — воспитанник клуба «Гремио». 18 февраля 2023 года в поединке Лиги Гаушу против «Сан-Луиса» игрок дебютировал за основной состав. 16 апреля в матче против «Сантоса» он дебютировал в бразильской Серии A. Летом того же года Зиньо был арендован португальским «Портимоненсе». 17 сентября в матче против «Витории Гимарайнш» он дебютировал в Сангриш лиге.